# Pascual Nadal Oltra

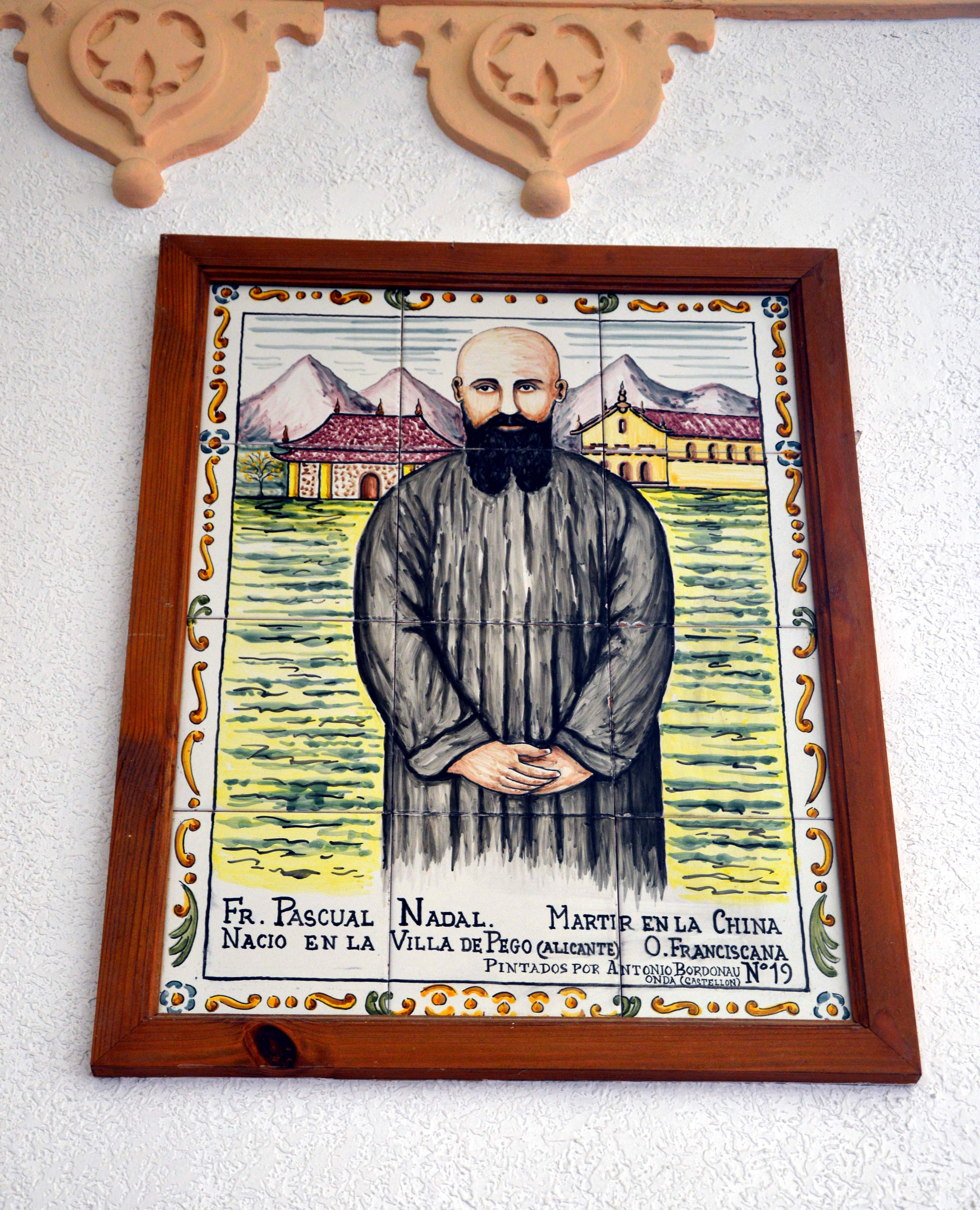
Detalle de plafón cerámico con la imagen de fray Pascual Nadal Oltra en el pasillo del claustro del convento de la Sagrada Familia de Pego (Alicante), 2016.

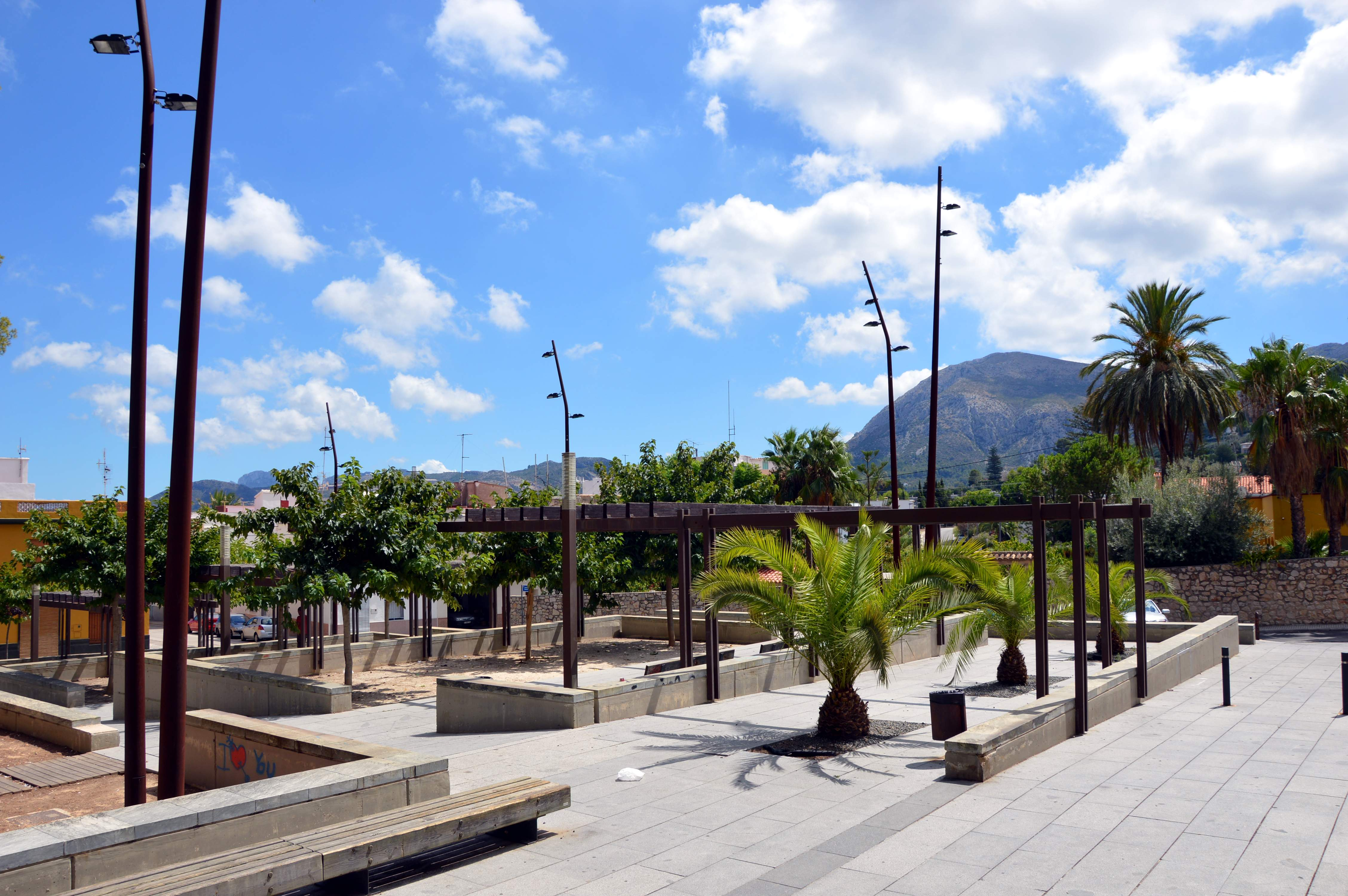
Vista parcial (meridional) de Pego (Alicante), desde el convento de la Sagrada Familia (2016).

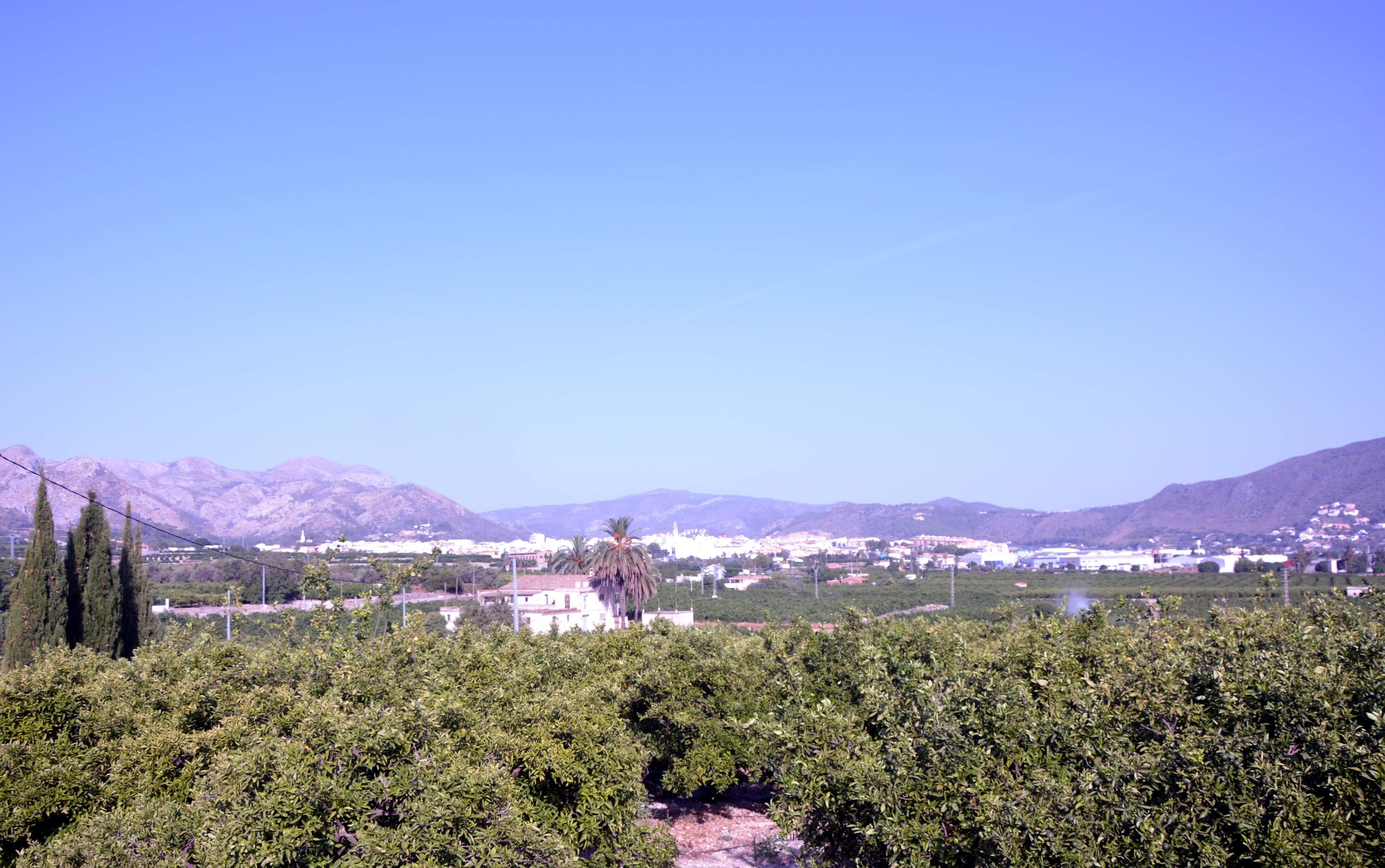
Vista general (meridional) de Pego (Alicante), desde la ermita de San Antonio Abad (2017).

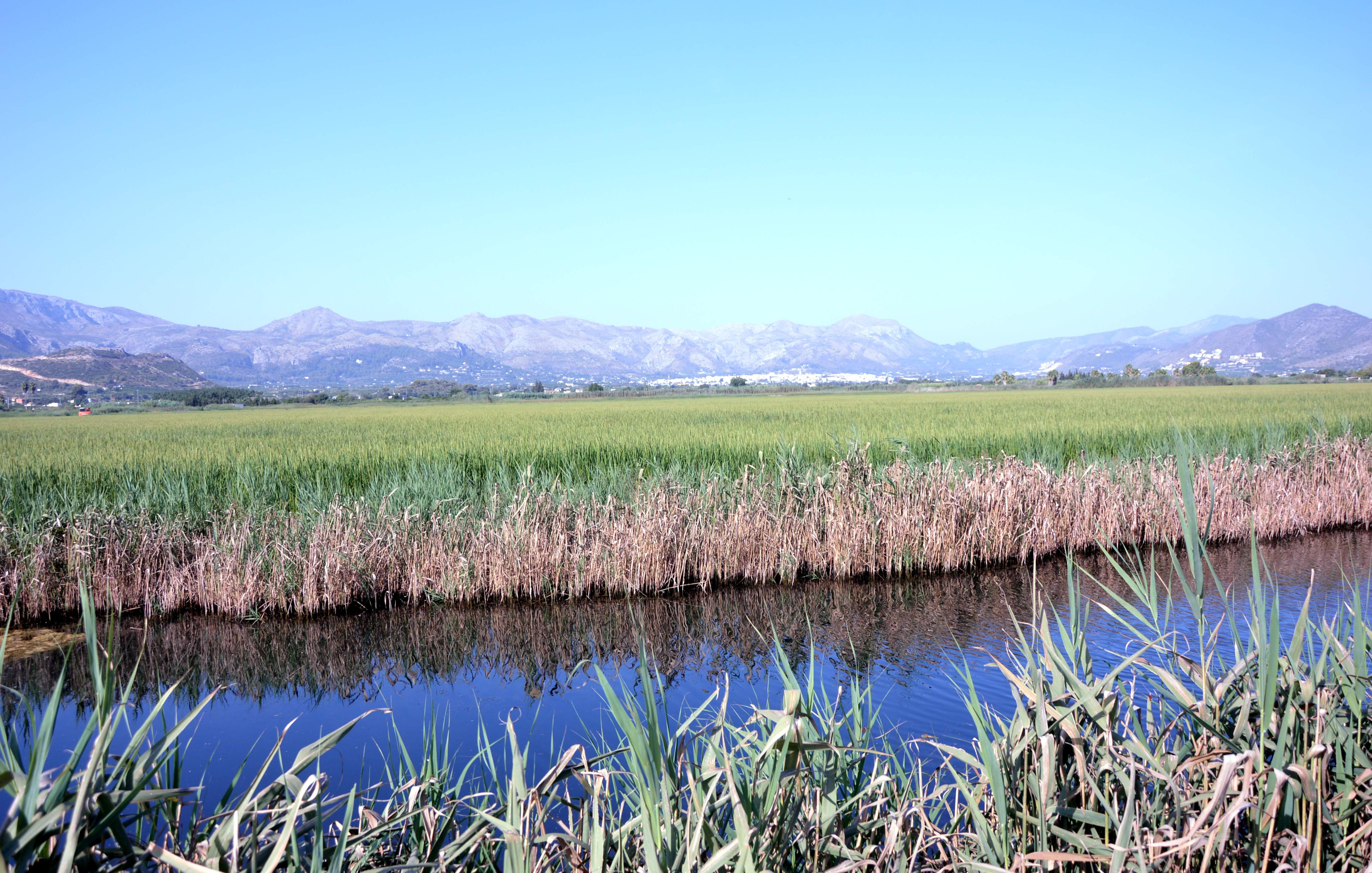
Vista general (suroriental) de Pego (Alicante), desde la Marjal (2017).

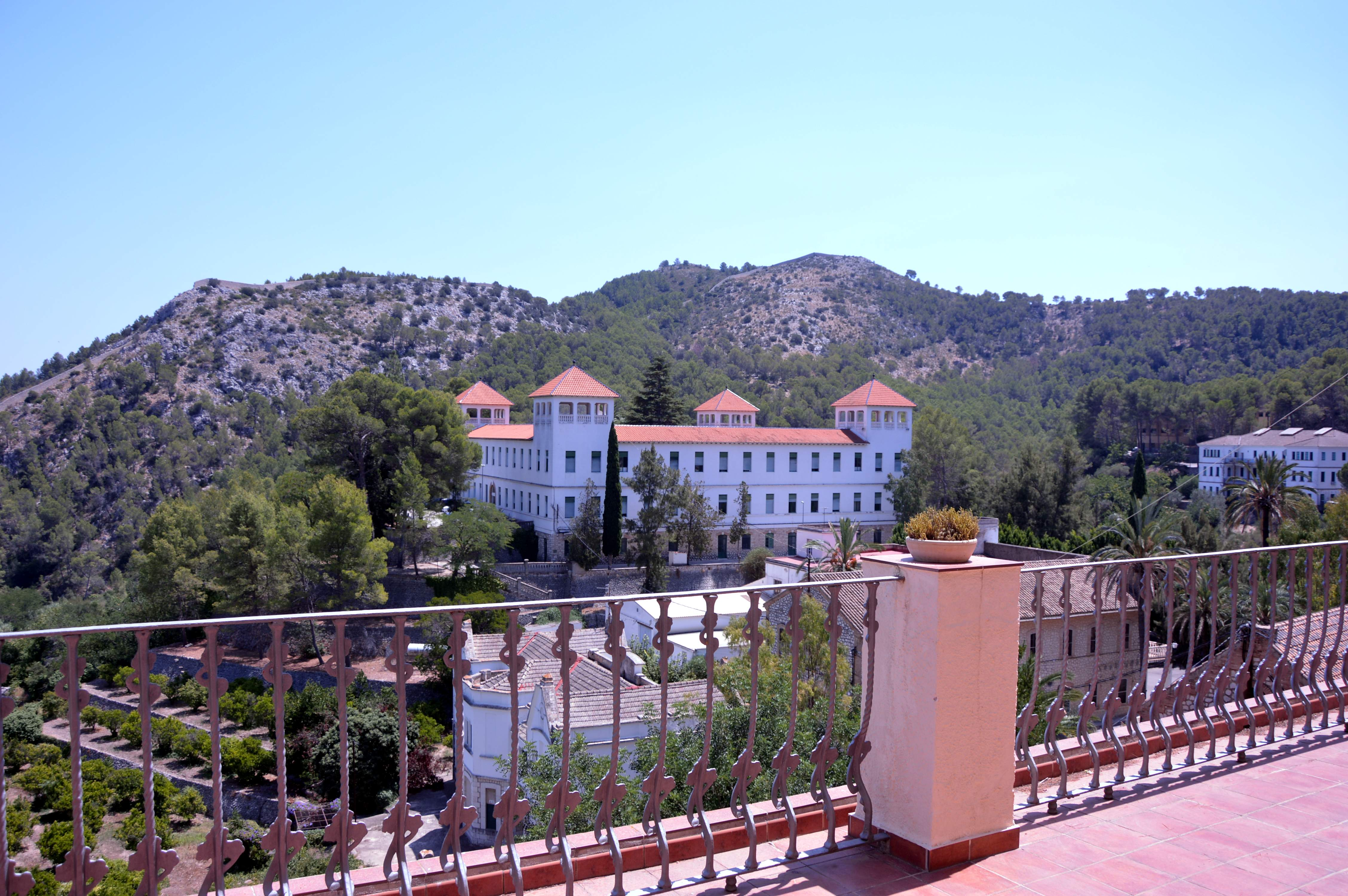
Vista del Hospital Ferris del Sanatorio de Fontilles en Vall de Laguar (Alicante), 2017.

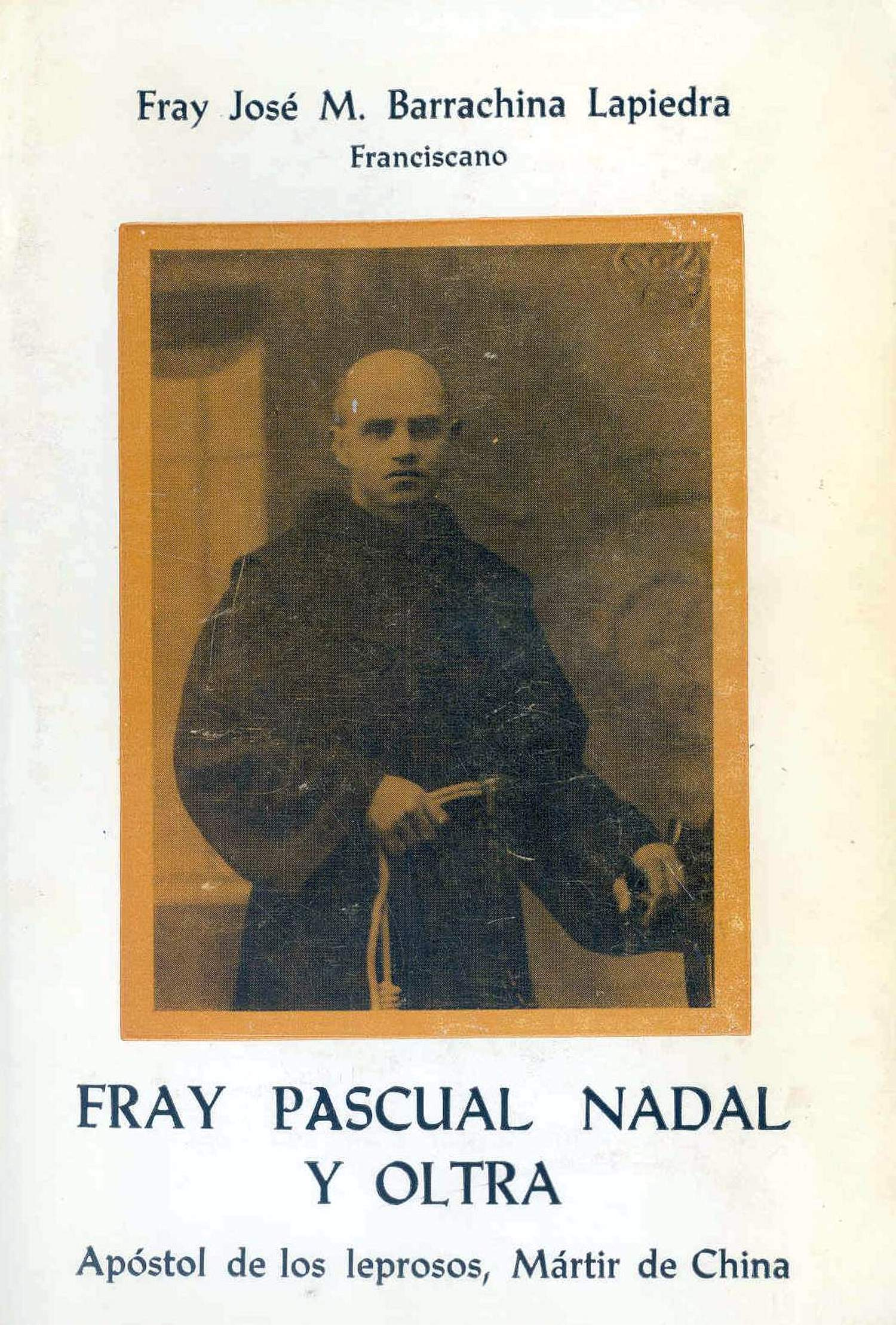
Portada del libro "Fray Pascual Nadal y Oltra, apóstol de los leprosos, Mártir de China", obra de José Mª Barrachina Lapiedra (Valencia, 1990).

José Pascual Nadal y Oltra, O.F.M. (también, fray Pascualet), nacido en Pego, Alicante (España) el 30 de octubre de 1884, fallecido en Lean Ho Kow, Fupien, Tsanlha, Sichuan (China) el 4 de diciembre de 1935.
Conocido como el «Apóstol de los leprosos, y mártir de la China», fue un artista y misionero franciscano lego, cofundador de la leprosería de Mosimién, en Garzê, una región tibetana de Sichuan.

## Familia y formación
Hijo de Pascual Nadal, labrador y de Ana María Oltra fue el noveno de los diez hijos del matrimonio. Durante su primera infancia tuvo lugar en la villa de Pego la fundación del nuevo convento franciscano (Convent Nou), en 1891, puesto bajo el título de la Sagrada Familia.
Su padre fallece «a consecuencia del disparo de un arma de fuego» (en 1896), cuando José Pascual contaba 11 años, la muerte del padre dejó viuda y cinco hijos, un varón y cuatro mujeres.
Estudia sus primeras letras en la escuela del Convento de la Sagrada Familia de Pego, allí recibe la influencia de fray Ezequiel Mampel, franciscano lego, escultor y «maestro en hacer santos y hacerse santo».
En compañía de su madre, marcha a Valencia, allí estudia Bellas Artes en el taller de escultura religiosa de Amador Sanchis (hasta 1902), labor que alterna con sus estudios de escultura, participando también en movimientos cristianos: Patronato de la Juventud Obrera y Congregación de Luises.

## Novicio franciscano
A los 20 años solicita su ingreso en la Orden franciscana, como novicio en el Monasterio de Sancti Spiritu (Sant Espirit), en Valencia. Su adaptación a la vida religiosa, «el vestir el hombre nuevo no le supuso ningún esfuerzo, al contrario, le causa placer hacerlo», ya que le permite compaginar su vocación religiosa con la escultura. En Santo Espíritu continúa su relación de amistad y escultórica con fray Ezequiel Mampel, al que había conocido en Pego; les separaban cuatro décadas en su edad cronológica, pero «espiritualmente eran gemelos».
En Santo Espíritu pasa su año de noviciado, admitido a la primera profesión de votos simples (temporales) el 20 de agosto de 1905. La profesión solemne la hizo tres años después, el 8 de septiembre de 1908, «con los votos perpetuos, e irrevocable entrega de sí a Dios».
De algunos años más tarde es una semblanza que su connovicio el padre fray Gonzalo Valls Gadea (nacido en Alcoy (Alicante) en 1890 y fallecido en Teruel en 1957) dejó escrita del novicio fray Pascualet:

«Desde el primer momento me llamaron la atención: la naturalidad de su modestia y recogimiento; su profunda piedad especialmente a la Virgen, su amabilidad de trato; su extremada mortificación en la comida y al tomar la disciplina, causándome escalofríos la violencia con que se azotaba, la veneración con que hablaba con sus superiores, la caridad que usaba con los demás connovicios y la que expansionaba en preparar y distribuir la comida cotidiana a los pobres. También noté que todos los connovicios tenían gran estimación de él y lo veneraban como a un santo».
Fray Pascual Nadal y Oltra, Apóstol de los leprososo, mártir de China, José Mª Barrachina Lapiedra

En tanto franciscano lego, fray Pascual ejerce como limosnero, pidiendo limosna de puerta en puerta por los pueblos, actividad que realiza con verdadero entusiasmo: va descalzo, como mucho se calza con alpargatas de esparto (existe una fotografía del fraile que lo testimonia), con las alforjas al hombro, siendo en ocasiones objeto de burlas hostiles.
De esta época, siendo fray Pascual limosnero en Santo Espíritu data la enfermedad de su madre, diagnosticada de lepra. La madre del fraile, Ana María Oltra, había sido ingresada en el Sanatorio de Fontilles el 28 de julio de 1911, apenas dos años después de inaugurada la leprosería. Dada la situación, fray Pascual pasa a residir en el convento de Pego, allí realiza sus tareas habituales como fraile lego, circunstancia que aprovecha para atender a su madre, para lo cual se trasladaba a pie al Sanatorio de Fontilles. Consta que Ana María Oltra falleció el 22 de noviembre de 1916. El afecto que le unía con su madre y las circunstancias de su muerte impresionan profundamente a fray Pascual.

## Misionero en China
En el verano de 1927, fray Pascual se hallaba en el convento de San Lorenzo de Valencia, atendiendo como enfermero al prestigioso religioso mallorquín padre Francisco Fortaleza Valls, antiguo Guardián, secretario provincial y definidor de la Orden. El padre Fortaleza fallece en enero de 1928, su enfermedad había sido en extremo desagradable, un mal similar a la lepra, y que a fray Pascual le recuerda a su propia madre, hasta el punto de que probablemente marcó el destino del religioso –según se deduce de una carta del franciscano dirigida al Padre General-: «Reverendísimo padre: Por amor de Jesucristo y en recuerdo de mi madre muerta leprosa, suplico y espero de Vuestra Paternidad me destine a la fundación de la leprosería de Mosimién, en el Tibet». El padre General acepta su solicitud, indicándole que de camino a China debería pasar por Roma; una vez en China esperaría un tiempo en el vicariato de Yenan (al norte de la provincia de Shensi, regido por misioneros españoles), mientras se ultimaban los detalles jurídicos de la fundación de la leprosería. En la primavera de ese mismo año (1928) fray Pascual se dirigie a la ciudad de Roma, allí permanece todo el verano y parte del otoño. Entre los religiosos españoles de la provincia franciscana de Valencia que reciben al pegolino en Roma se halla el padre León Villuendas Polo, a la sazón presidente del Colegio Internacional de San Antonio, que tiempo después sería obispo de Teruel (1944-1968). Durante su estancia en Roma, la labor del lego franciscano «fue la de fregar los suelos de la Curia y Colegio (el Antonianum), recientemente renovado».
Fray Pascual parte para las misiones franciscanas de Extremo Oriente a principios de noviembre (de 1928), portaba la bendición personal del papa Pío XI. Los medios de comunicación franciscanos en Valencia aluden a la marcha del misionero pegolino, que contaba 44 años. Predecesor de fray Pascual fue el también pegolino venerable fray Francisco Peris Ruiz de Medina, que arribó a China el 17 de noviembre de 1676, dejando su huella en la provincia de Shangtung.
Arriba al puerto de Shanghái (China) el 14 de enero de 1929, y prosigue viaje hasta Tientsin en tren, camino de la misión de Luanfu: aquí se entera de que su Orden tenía previsto fundar una leprosería en el Tíbet sichuanés. Su estancia en Tientsin es corta, aunque provechosa, pues ejerce como escultor, actividad que le sirve de consuelo y refugio, pues desconoce el chino y le advierten de las pocas posibilidades que tiene de aprenderlo, ya que tiene más de cuarenta años y a partir de los treinta resulta muy difícil. En la misión de Luanfu (situada en Shan-si, en el límite con Mongolia) talla diversas imágenes: un busto de Cristo crucificado (similar al Cristo de Limpias), una Virgen Dolorosa, un San Juan Evangelista. El grupo escultórico fue colocado en el refectorio de la Residencia, esculpe también un San José para la capilla del Hospital. Con todas aquellas imágenes organizan una exposición, para su conocimiento y admiración entre los cristianos del lugar.
En noviembre de 1929, diez meses después de su llegada a Luanfu, llegan a la misión noticias referentes al destino de fray Pascual, «no podía ser retenido en Luanfu; debía seguir viaje hasta la leprosería de Mosimién, en el Tibet». Por caminos polvorientos, o llenos de barro (era noviembre) el misionero pegolino, acompañado por un carretero, en una semana llega a Sian, capital del Shensi. En Sian toma un tren y tras tres día de viaje arriba a Hankow, en la provincia de Hupeh, lugar de confluencia de importantes vías fluviales. Allí le esperan para entregarle una caja con medicinas que debía llevar a la leprosería de Mosimién. En Hankow se embarca, viaja aguas arriba del Yang-Tse-Kiang (río Azul, para los europeos), tras una semana de navegación llega a Chunking, allí el misionero cambia de embarcación para llegar a Suifu (también, Yibin), población situada en la China sudoccidental, en el sur de la provincia de Szechwan (i.e., Sichuan), adonde arribaría una semana después. Aquí toma un junco remolcado por «sesgadores», una semana después llega a la ciudad de Leshan (también, Kiating), en la provincia de Sichuan: se halla en plena cordillera del Ta-Liang-Shan (País Nosu), sus cumbres son de nieves perpetuas y en sus laderas y valles habitan los «lolos», pueblo hostil a los chinos. Losan era célebre entonces por una colosal escultura de Buda, denominada Gran Buda de Leshan, sus pies están bañados por el río Ta-Tung. El fraile prosigue viaje por el río hasta Yaan, donde comenzaba el Tíbet. La ruta fluvial acaba en este punto, debiendo continuar en palanquín de montaña, por «las rutas del te». En nueve días de viaje atraviesa las primeras cordilleras, llegando a Tatsienlu (también, Kangting), capital de la provincia de Cikiang (donde residía el obispo del Tíbet). Desde Tatsienlu hasta su destino todavía hay tres jornadas, utilizando los palanquines de la caravana.

## Llegada a Mosimién y primeras actuaciones
La llegada del misionero pegolino al valle de Mosimién tuvo lugar en enero de 1930, catorce meses después de su salida de Roma. Mosimién es una altiplanicie de unos 15 km de largo, cuya altitud media oscila entre los 1.200 y 1.700 m., con bancales de cultivo de arroz rodeados de torrentes procedentes de las altas cumbres, y suaves temperaturas:

«Fray Pascual se encontró con un caserón viejo y ruinoso. [...] No se parecía en nada al centro sanitario para los leprosos de Fontilles, cercano a su pueblo natal, donde había atendido a su propia madre. [...], la leprosería de Mosimién no era más que un proyecto que comenzaba a caminar, y Fray Pascual llegaba para incorporarse a la comunidad fundadora».
Fray Pascual Nadal y Oltra, Apóstol de los leprosos, mártir de China, José Mª Barrachina Lapiedra

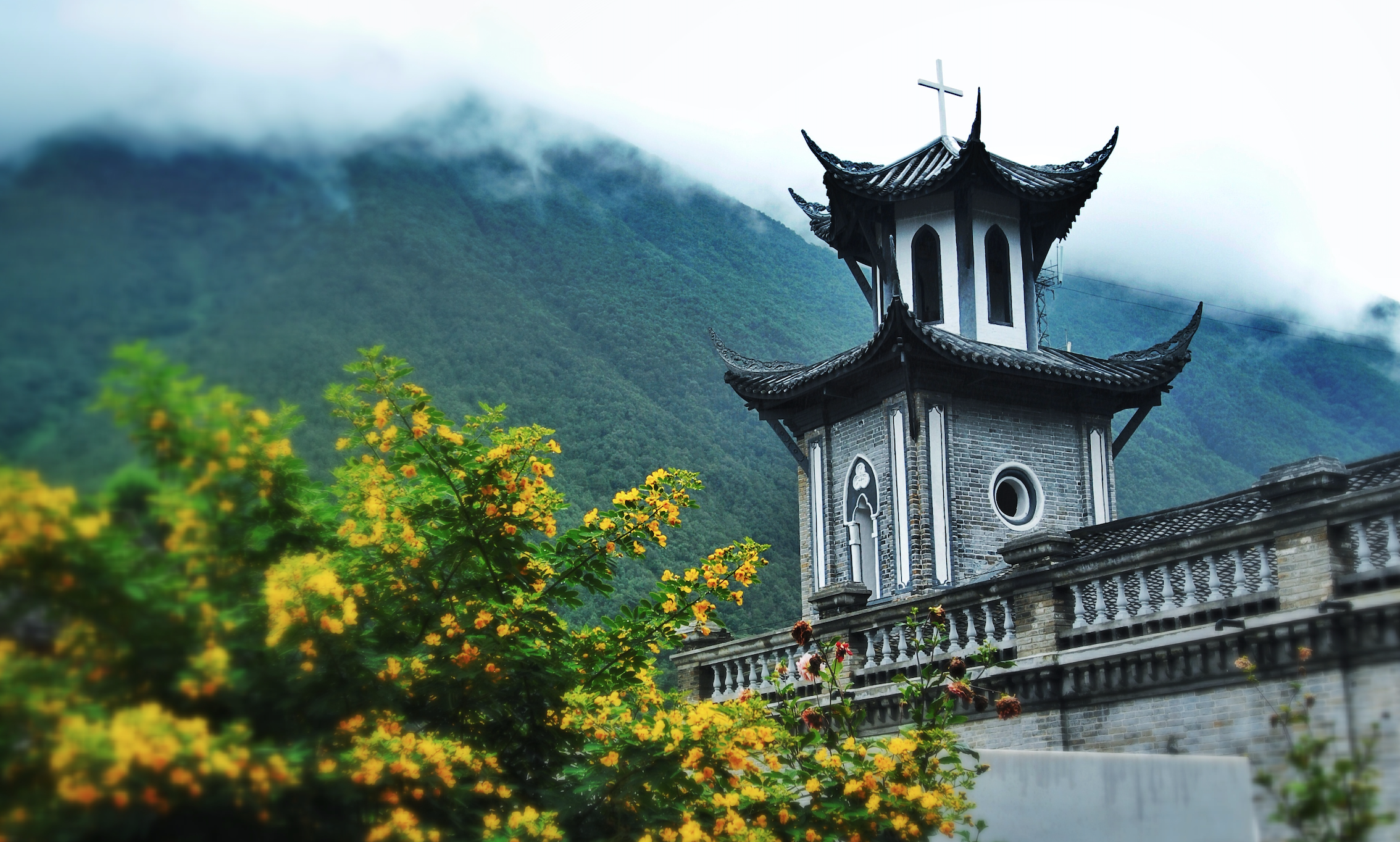
La leprosería se encontraba al lado de la iglesia de Santa Ana de Mosimién. Al fondo se observa la montaña de Minya Konka.

La idea de fundar la leprosería de Mosimién correspondía al obispo de Tatsienlu (monseñor Giraudeau), el anciano prelado pretendía «evangelizar a los leprosos, partiendo de su cuidado corporal». El ejecutor de aquel proyecto fue su obispo-coadjutor (monseñor Valentín). La Misión poseía en el lugar un viejo caserón junto a una heredad, al ser insuficiente para el proyecto de la leprosería adquirieron algunas parcelas más y la cercaron con un muro de obra. La fundación se puso bajo la dirección espiritual de los franciscanos, su primer Guardán fue el padre Plácido Albiero, un fraile italiano. La comunidad fundacional está formada (en enero de 1930) por el padre Guardián, fray Plácido Albiero (57 años), el canadiense padre Bernabé Lafond, el italiano fray José Andreatta, enfermero diplomado (33 años) y el español fray Pascual Nadal y Oltra (44 años).
Los comienzos de la leprosería de Mosimién fueron penosos, a lo que cabe añadir el aislamiento del lugar. Fray Pascual sabe dibujar y conocía el establecimiento de Fontilles, ello le sirve para participar activamente en el diseño y la construcción de las dependencias necesarias para su puesta en funcionamiento. Consta que todos los frailes «se arremangaron el habito» y participaron en la labor, fray Pascual trabaja de peón de albañil, como cantero y escultor.
La leprosería de la Misión de Mosimién se organizaría en torno de una capilla-oratorio, sobre la que se construyó una pequeña iglesia de tres naves (iglesia de Santa Ana de Mosimién), a la epístola estaba el convento de las hermanas y al evangelio se pensaba levantar el de los hermanos, pero finalmente éste se construyó en una pequeña granja que adquirieron extramuros. Se hizo también una farmacia, la enfermería y dormitorios para los primeros leprosos que llegaron. La instalación de los primeros leprosos no fue fácil, dada su ignorancia y la situación de marginación en la que vivían, por la aversión social que su enfermedad provocaba. Con todo (en 1935) contaban ya con un centenar de enfermos asilados.

## Organización del lazareto y vida conventual
El conjunto de edificios de la leprosería estaba cercado por un muro de mampostería (con la excepción del convento de los frailes, situado extramuros), el recinto tenía cuatro puertas, dos de ellas permanecían siempre abiertas, para favorecer la sensación libertad entre los asilados. Dentro del recinto, sin embargo, la observancia de la regla era estricta, su control y supervisión estaba bajo la autoridad de la superiora de las hermanas franciscanas (llamadas «las Blancas»), a la que correspondía el nivel legislativo, jurídico y distributivo. El lugar disfrutaba de completa independencia, pues las autoridades civiles del valle de Mosimién carecían de competencia en la leprosería, hasta el punto de que poseían su propio alcalde (y alguaciles), democráticamente elegido por un año, su misión era mantener la limpieza y el orden en el dispensario. Como capataz, se encargaba del mantenimiento de las herramientas de trabajo, de la distribución y el reparto de las ganancias de lo que se producía y se vendía. Los asilados que podían trabajaban la tierra o en sus oficios, todo trabajo era retribuido, lo cual contribuía a su mantenimiento y como terapia ocupacional.
En el otoño de 1934, el número de leprosos asilados en Mosimién aumenta, siendo esta la razón de que se incrementara el equipo misional con un nuevo fraile, el padre Epifanio Pegoraro (de 36 años), un experimentado misionero italiano.
A fray Pascual se le consideraba «un fraile taciturno», en el sentido de «persona callada, poco comunicativa, introvertida». Principalmente, la razón de ello era el idioma, que le marginaba. Pues en el lazareto se hablaba francés, italiano, chino y su dialecto local, el lolo. Por su edad, fray Pascual ya no fue capaz de aprender chino, y en los demás idiomas que allí se utilizaban no le era tampoco posible desahogar sus necesidades espirituales ni de convivencia: “«Tan sólo los enfermos le comprendían» –dice su biógrafo-, «porque se expresaba con el lenguaje evangélico del amor fraterno: la caridad». Solo la oración le aliviaba...
Hace varias horas de oración al día, antes y después de la reunión de la comunidad para la oración matutina, y tras la misa conventual. Ora, incluso, en los descansos de su actividad como escultor y en la leprosería. Sale a la montaña y «ante la grandiosidad del paisaje» se ensimisma. Ciertamente, su vida era una oración continuada, hasta alcanzar un nivel místico. El padre Guardián le libera del cuidado de los leprosos, para que dedique más tiempo a su labor como escultor y decorador del templo, nombrándole –no obstante- cocinero de la comunidad. Pasado un tiempo fue también liberado de esta función –no era buen cocinero-; tal vez por su incapacidad para comprender las necesidades de sus hermanos en este aspecto, dada su austeridad en la comida, esto ya desde los tiempos de Santo Espíritu, en Valencia. Liberado de la cocina, no volverá sin embargo al cuidado de los leprosos, hecho que le causa no poca tristeza y frustración. 
De su estado espiritual en aquellos días invernales (de 1935) deja constancia en una carta que dirige a fray Gonzalo Valls, su antiguo compañero en el connoviciado, a la sazón Lector de Teología en el Seminario de la misión franciscana de Taiyuan. Entre líneas se advierte cierto desánimo en el misionero pegolino, al mismo tiempo que manifiesta su intención de viajar a Filipinas. No obstante, en estos días estaba componiendo la que sería su escultura maestra, un Cristo Rey de tamaño más que natural que le habían encargado, pero que no sabe muy bien como esculpir, razón por la que pide al padre Valls le envíe «alguna postal o estampita para poder orientarme cómo lo representan».
El estado mental de «noche oscura del alma» en fray Pascual se ha interpretado como resultado de su situación física, espiritual y mística:

«Rodeado de altas montañas como si fueran a desplomarse sobre él, descansando en una celda tan pequeña que ni siquiera tenía ventilación al exterior, privado de horizontes amplios y metas más lejanas que las murallas del lazareto o las mismas montañas, alejado del cuidado de los enfermos leprosos, al menos en la atención directa de ellos, la marginación por el idioma, y su hipersensibilidad artística, que actuaban los gérmenes de su taciturnidad, fueron factores, no cabe duda, que influyeron en su estado de ánimo».
Fray Pascual Nadal y Oltra, Apóstol de los leprosos, mártir de China, José Mª Barrachina Lapiedra

## La Gran Marcha
La circunstancia histórica provoca que (en mayo de 1935) tropas comunistas del ejército rojo (comandadas por Mao Tse Tung), que huían del ejército regular (de Chiang Kai-shek) pasaran por la zona de Mosimién, en dirección al noroeste de China, buscando la proximidad y el apoyo de la Unión Soviética: momento histórico conocido como «Gran Marcha». Por razones comprensibles, los revolucionarios comunistas eran el terror de todos, singularmente de los cristianos europeos asentados en China. Ante el peligro para el lazareto y la comunidad misionera que suponía el paso de las tropas rojas por Mosimién, el padre Guardián concede su permiso a los religiosos para abandonar la leprosería y refugiarse en lugar seguro, algunos hermanos y hermanas así lo hacen. Solamente quedaron en la leprosería cuatro hermanos: los sacerdotes Plácido Albiero y Epifanio Pegoraro, y los hermanos legos, fray Pascual Nadal y fray José Andreatta.
El poblado de Mosimién, situado a siete leguas de la leprosería, es invadido por las tropas comunistas (que se batían en retirada) a finales de mayo de 1935, el padre Guardián envía una nota al comandante solicitando su protección. Sin embargo, al término de la misa conventual del día 29 de mayo –solemnidad de la Ascensión del Señor en el santoral católico- la soldadesca comunista entra en el lazareto, «disparando por todas las dependencias». Los sacerdotes son detenidos y trasladados a la Residencia de las Hermanas Misioneras. El resto del personal de la leprosería es reunido en el pórtico de la iglesia, menos fray Pascual, que estaba dando los últimos toques de pincel a la que sería su última obra, una Virgen de la Consolación (también, Madonna de la Consolata).
El enfermero titulado fray José Andreatta testimonia de aquellos momentos: «todo fue invadido por una horda de bárbaros que robaban y destruían». Ante la negativa de la comunidad franciscana a abandonar el lugar, la soldadesca se enfurece, injuriando e insultando, en especial a una monja china que había. Los leprosos (unos ciento veinticinco) son reunidos en el pórtico de la iglesia, los más jóvenes se lanzaron en defensa de las misioneros. Los soldados disparan a quemarropa, aunque solo hubo heridos. Los soldados encierran a los misioneros en la farmacia de la leprosería, las puertas y ventanas son clavadas.
Tras doce horas de aislamiento, sin comer ni beber, los soldados sacan de su encierro a los misioneros, el jefe comunista del pelotón les intima a seguirle al poblado de Mosimién, los frailes maniatados pero no las monjas. Encerrados en una casa fueron llevados después al poblado, para su interrogatorio, y luego devueltos a la casa-prisión. Pero de nuevo fueron llevados al pueblo, ante la noticia de la llegada del mando comunista. Nuevo interrogatorio, esta vez hecho por Mao Tse Tung en persona, que tras deliberar sentencia: «Todos excepto uno quedan en libertad», veredicto que finalmente no se cumplió. El misionero enfermero y tres hermanas fueron liberados, el resto retenidos, a la espera de poder ser canjeados por prisioneros comunistas. Los rehenes fueron el padre Guardián (fray Plácido Albiero), el padre Epifanio Pegoraro y fray Pascual. Posteriormente, el padre Guardián sería liberado por su edad y estado de enfermedad.

## Cautividad y martirio
Los misioneros franciscanos cautivos se unieron a la tropa comunista, que en su retirada se vio obligada a una contramarcha: desde Hua Li Pin regresó a Lu Tin Chiao, «la ciudad del puente colgante» por una ruta muy difícil y escarpada, a lo largo de cien días. La intención de las tropas de Mao Tse Tung era dirigirse al norte y unirse al ejército rojo de Chan Kuo-tao y Chu Teh.
Las comunidades cristianas temían el paso de las tropas comunistas por sus poblados, temiendo ser víctimas del odio antirreligioso. Los testimonios recogidos por el padre Arnáiz en los lugares por donde pasaron las tropas comunistas con los cautivos dicen del estado de los franciscanos prisioneros, «se hallaban siempre escoltados, (aunque) sin ligadura de ningún género, y los pies desnudos. Su caminar era lento, la barba y el cabello descuidados y sucios y ambos muy demacrados».
La llegada de los primeros fríos otoñales por aquellas latitudes agravan el estado de los misioneros cautivos. Para evitar el deterioro del ejército en estas condiciones, Mao decidió dirigir sus tropas hacia el noroeste, ocupando la ciudad de Yenan. El ejército comunista fue dividido en secciones y batallones, dispersándose en distintas direcciones -la Gran Marcha continuó en forma de guerrilla. Al frente de unas de esas unidades tácticas compuesta por reclutas «inexpertos y fanáticos» se puso un oficial joven, revolucionario maoísta, «violento y agresivo», que destacaba por su odio antirreligioso: el joven oficial no comprendía cómo se mantenía vivos a dos religiosos que predicaban una religión extranjera en China.

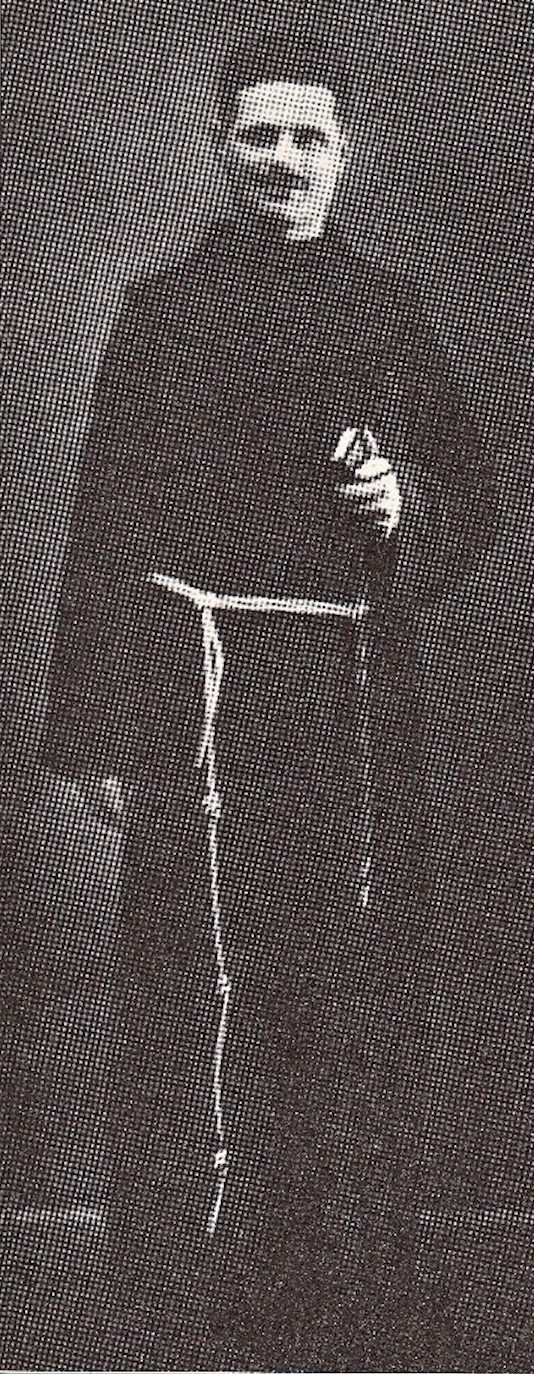
Epifanio Pegoraro, martirizado junto con fray Pascual.

El lugar del martirio de los dos misioneros tuvo lugar en las proximidades de Lean Ho Kow (cuyo nombre significa, Lugar entre dos ríos), zona inhóspita de Fupien a unos sesenta kilómetros de la misión de Mosimién. Entre marchas y contramarchas, sin embargo, los kilómetros recorridos por los franciscanos cautivos fueron realmente unos quinientos. Ambos misioneros fueron decapitados en el borde de un precipicio por el joven oficial comunista, primero fray Pascual (de 51 años) y después el padre Epifanio Pegoraro (de 37 años), la cabeza del fraile pegolino y el cuerpo del padre Pegoraro cayeron al río. Un vecino piadoso que presenció los hechos desde el otro lado del torrente, recogió los cuerpos y los enterró en una fosa somera cubierta de piedras. Esto sucedió el día 4 de diciembre de 1935.
La Causa de Beatificación de los mártires franciscanos de Mosimién está inconclusa. Sin embargo, la villa de Pego (Alicante, España) y Montecchio Maggiore (Vicenza, Italia) están hermanadas desde 1986, en recuerdo de sus hijos mártires.
Durante la guardianía de fray Enrique Ferrairó Escolano (1988-1994), siendo ministro provincial fray Vicente Pellicer Pellicer, se inauguró el monumento situado en el interior del claustro del «Convento de la Sagrada Familia» de Pego en memoria de fray Pascual Nadal Oltra -obra del escultor José García Lorente-, que representa a fray Pascualet y a su madre. La escultura, que pesa 1.600 kg., fue costeada y apadrinada por Dolores Tamarit García y José Mengual Vicens, la bendición tuvo lugar el 1 de febrero de 1992.

## Obra escultórica de fray Pascual
La actividad artística de fray Pascual estuvo directamente influenciada por la obra de su maestro y amigo, fray Ezequiel Mampel. De la primera época como artista en Valencia, su connovicio el padre Bernardino Cervera dejó escrito (1928):

«Fray Pascual Nadal sigue la dirección de su maestro, cuya marcada influencia se deja sentir en sus obras, impregnadas del matiz místico de fray Ezequiel, si bien no es tan correcto en la forma, quizá por falta de sólidos principios; pero no embargante, parece más libre, más movido y siente desde un principio, predilección por la composición».
Fray Pascual Nadal y Oltra, Apóstol de los leprosos, mártir de China, José Mª Barrachina Lapiedra

De la publicación antoniana –Cultivo de las Bellas Artes en la Seráfica Provincia de Valencia (1928)- es la reseña de sus obras en la provincia franciscana de Valencia:
- Escultura:
- San Francisco abrazando a Cristo, inspirado en la visión de Murillo, talla en ciprés.
- Cristo crucificado, en el convento de Chelva (Valencia).
- San Francisco, en el colegio de Terciarias Franciscanas de Torrente (Valencia).
- San José, obra para José Andreu, benefactor.

- Alto y bajo relieves (placas) distribuidas por distinta poblaciones de Valencia, destacan:
- Virgen Reina de los Corazones.
- Vía-Crucis del claustro del convento del Santo Espíritu del Monte.
- Bustos: Del Espíritu Santo, San Francisco y beato Nicolás Factor (consideradas las obras más acabadas, «dotadas de una belleza y dinamismo nada vulgar»).

Su obra en China puede dividirse en dos etapas:
En Luanfu:
- Busto de Cristo (inspirada, tal vez en el Cristo de Limpias).
- Virgen Dolorosa.
- San Juan Evangelista.

Las tres esculturas citadas forman un grupo escultórico, se colocaron en el refectorio de la Residencia de Luanfu. Posteriormente trabajó en una escultura grande de San José, encargada para la capilla del Hospital de las monjas enfermeras.
En Mosimién:
- Cristo Rey, considerada su obra maestra, y con la que el escultor pegolino muestra a «Cristo como meta y fin de todos sus anhelos». De tamaño algo más que natural, la imagen se colocó presidiendo el altar mayor de la iglesia de la leprosería.[28]
- Jesús curando a los enfermos.
- San Francisco cuidando a los leprosos.

El tríptico central completa con los altorrelieves correspondientes a las catorce estaciones del Viacrucis. Esculpió además figuras de ángeles y relieves con símbolos eucarísticos. Del conjunto de obras de fray Pascual en iglesia de la leprosería de Mosimién un testigo ocular (padre Eusebio Arráiz) dice: «Las obras que ejecutó fueron bastantes; las preparadas, más. Algunas eran tan solo diseños o bocetos de los que yo pude examinar algunos. Fray José, enfermero diplomado de la leprosería, me decía: Padre, es parte tan sólo de la obra proyectada y medio realizada por Fr. Pascual». Un misionero de Mosimién (fray Urbano Maraczi) dice: 

«Por mi inclinación al arte tenía entrada libre en su taller. Lo ponía en cualquier lugar, buscando el retiro; a veces al aire libre. Yo recibí de él bastantes lecciones de pintura y decorado. La primera preocupación de Fray Pascual al instalar su taller en cualquier sitio, era la de colocar o dibujar la imagen de la Madonna en lugar de honor, para que presidiera su trabajo. De esos dibujos hizo varios. Bajo sus miradas maternales trabajaba siempre...».
Fray Pascual Nadal y Oltra, Apóstol de los leprosos, mártir de China, José Mª Barrachina Lapiedra

## Para más información
- Valls Gadea, Gonzalo (junio de 1952, número 281). «Tribulación en la leprosería del Tíbet». Franciscanos de Valencia. Acción Antoniana. Consultado el 1 de septiembre de 2017.
- Valls Gadea, Gonzalo (enero de 1952, número 289). «Nueva expulsión de enfermeras en la leprosería franciscana de Mosimién». Franciscanos de Valencia. Acción Antoniana. Consultado el 1 de septiembre de 2017.
- Valls Gadea, Gonzalo (febrero de 1953, número 293). «Las postrimerías de la leprosería de Mosimién: La hora de la sangre». Franciscanos de Valencia. Acción Antoniana. Consultado el 1 de septiembre de 2017.